# シンウォン
シンウォン（ハングル表記:신원、1995年12月11日 - ）は、韓国出身の歌手である。男性アイドルグループ「PENTAGON」のメンバー。CUBEエンターテインメント所属。

## 来歴
1995年12月11日、忠清北道で生まれる。
EXOショップでアルバイトしていた時に、スカウトされCUBEエンターテインメントに入社し練習生となった。
2016年、サバイバル番組であるPENTAGON MAKERを経て、PENTAGONのメンバーとしてデビュー。同年10月24日、右膝靭帯が伸びる負傷を負って、しばらくの間放送活動を中断することを発表した。12月7日、状態も良くなり活動に復帰した。

## 出演

### イベント
- 2018 F/W HERA ソウルファッションウィーク R.SHEMISTEコレクション（2018年3月23日、ソウル東大門デザインプラザ）[4]
- 2019 S/S HERAソウルファッションウィーク R.SHEMISTEコレクション（2018年10月16日）[5]